# Riemann-hypotesen
Riemann-hypotesen er en matematisk formodning som siger at Riemanns zetafunktion,
{\displaystyle \zeta (s)=\sum _{n=1}^{\infty }{\frac {1}{n^{s}}}={\frac {1}{1^{s}}}+{\frac {1}{2^{s}}}+{\frac {1}{3^{s}}}+\cdots },
kun kan være lig nul når {\displaystyle s} er lig enten et negativt partal eller et komplekst tal med realdel lig {\displaystyle {\frac {1}{2}}}.
Hypotesen blev fremsat i 1859 af den tyske matematiker Bernhard Riemann og er navngivet efter ham.
Formodningen er ikke bevist, deraf betegnelsen hypotese. Man ved imidlertid at formodningen er sand for de negative partal, det vil sige at {\displaystyle \zeta (s)=0} når {\displaystyle s=-2,-4,-6,\cdots }. Disse nulpunkter til {\displaystyle \zeta (s)} kaldes trivielle nulpunkter. Funktionen {\displaystyle \zeta (s)} har imidlertid flere nulpunkter end disse. Disse nulpunkter kaldes ikke-trivielle nulpunkter, og det er hvor disse ikke-trivielle nulpunkter ligger som foreløbig ikke er bevist, og som Riemann-hypotesen koncentrerer sig om.
Riemann-hypotesen siger, at man kun kan finde ikke-trivielle nulpunkter hvor {\displaystyle s} er lig et komplekst tal {\displaystyle s=\sigma +it} med realdel {\displaystyle \sigma ={\frac {1}{2}}}. Hvis hypotesen er korrekt, vil alle de ikke-trivielle nulpunkter derfor ligge langs den kritiske linje {\displaystyle s={\frac {1}{2}}+it} i det komplekse plan.
Riemann-hypotesen er et af de største uløste problemer i matematikken, og det blev valgt af Clay Mathemathics Institute som et af de syv milleniumproblemer i år 2000. En løsning af ét af disse problemer udløser en præmie på $1 mio. Riemann-hypotesen er af stor betydning, fordi der er mange andre matematiske formodninger som er bevist at være sande såfremt Riemann-hypotesen kan bevises. Blandt andet har placeringen af de ikke-trivielle nulpunkter i Riemanns zetafunktion betydning for fordelingen af primtal.